# Associazione Calcio Tigullia 1939-1940
Questa voce raccoglie le informazioni riguardanti l'Associazione Calcio Tigullia nelle competizioni ufficiali della stagione 1939-1940.

## Rosa
| N. |                   | Ruolo | Calciatore          |
| -- | ----------------- | ----- | ------------------- |
|    | Italia (bandiera) | D     | Salvatore Avvenente |
|    | Italia (bandiera) | C     | Luigi Bertolini     |
|    | Italia (bandiera) | D     | Elio Bizzarri       |
|    | Italia (bandiera) | A     | Luciano Cerri       |
|    | Italia (bandiera) | C     | Attilio Delucchi    |
|    | Italia (bandiera) | A     | Carlo Garbarino     |
|    | Italia (bandiera) | A     | Umberto Gianello    |
|    | Italia (bandiera) | D     | Giuseppe Gobetti    |
|    | Italia (bandiera) | D     | Pierino Granotti    |
|    | Italia (bandiera) | A     | Livio Maccarino     |

| N. |                   | Ruolo | Calciatore        |
| -- | ----------------- | ----- | ----------------- |
|    | Italia (bandiera) | A     | Giovanni Macera   |
|    | Italia (bandiera) | C     | Sergio Moljoli    |
|    | Italia (bandiera) | D     | Ermanno Montanari |
|    | Italia (bandiera) | P     | Bernardo Moretti  |
|    | Italia (bandiera) | P     | Vittorio Mornese  |
|    | Italia (bandiera) | D     | Mario Olivari     |
|    | Italia (bandiera) | A     | L. Opezzo         |
|    | Italia (bandiera) | C     | Mario Pochettini  |
|    | Italia (bandiera) | D     | Francesco Rossi   |
|    | Italia (bandiera) | C     | Angelo Rosso      |